# Campionato Pernambucano 2024
Il Campionato Pernambucano 2024 è stata la 110ª edizione della massima serie del Campionato Pernambucano. La stagione è iniziata il 10 gennaio 2024 e si è conclusa il 6 aprile successivo.

## Stagione

### Novità
Al termine della stagione 2023, sono retrocesse in Série A2 Íbis, Afogados, Belo Jardim e Caruaru City. Dalla seconda divisione (disputata al termine del campionato di massima serie), ne è uscito vincitore l'Afogados, che ha quindi ottenuto il diritto di partecipare a questa edizione del torneo. 
Pochi giorni prima l'inizio del campionato, il Salgueiro ha rinunciato alla partecipazione per motivi finanziari. Ciò ha comportato l'ammissione al campionato del Flamengo de Arcoverde.

### Formato
Le dieci squadre si affrontano dapprima in una prima fase, consistente in un girone da dieci squadre. Le prime due classificate di tale girone, accederanno alle semifinali della seconda fase che decreterà la vincitrice del campionato. Le squadre piazzatesi tra la terza e la sesta posizione, partono dai quarti di finale della suddetta fase. Le ultime due classificate retrocedono in Série A2.

## Risultati

### Prima fase
|  | Pos. | Squadra               | Pt | G | V | N | P | GF | GS | DR  |
|  | ---- | --------------------- | -- | - | - | - | - | -- | -- | --- |
|  | 1.   | Sport Recife          | 21 | 9 | 7 | 0 | 2 | 16 | 7  | +9  |
|  | 2.   | Retrô                 | 20 | 9 | 6 | 2 | 1 | 16 | 3  | +13 |
|  | 3.   | Náutico               | 20 | 9 | 6 | 2 | 1 | 12 | 4  | +8  |
|  | 4.   | Santa Cruz            | 19 | 9 | 6 | 1 | 2 | 16 | 7  | +9  |
|  | 5.   | Central-PE            | 12 | 9 | 3 | 3 | 3 | 14 | 15 | -1  |
|  | 6.   | Afogados              | 10 | 9 | 3 | 1 | 5 | 13 | 21 | -8  |
|  | 7.   | Maguary-PE            | 10 | 9 | 2 | 4 | 3 | 12 | 10 | +2  |
|  | 8.   | Petrolina             | 10 | 9 | 2 | 4 | 3 | 9  | 10 | -1  |
|  | 9.   | Porto-PE              | 3  | 9 | 1 | 0 | 8 | 9  | 23 | -14 |
|  | 10.  | Flamengo de Arcoverde | 1  | 9 | 0 | 1 | 8 | 8  | 25 | -17 |

Legenda:
      Ammessa alle semifinali della fase finale.
      Ammessa ai quarti di finale della fase finale.
      Retrocesse in Série A2 2024
Note:
Tre punti a vittoria, uno a pareggio, zero a sconfitta.

### Seconda fase

#### Quarti di Finale
| Squadra 1  | Risultato | Squadra 2  |
| ---------- | --------- | ---------- |
| Santa Cruz | 1 – 0     | Central-PE |
| Náutico    | 2 – 0     | Afogados   |

#### Semifinali
| Squadra 1  | Totale          | Squadra 2    | Andata | Ritorno |
| ---------- | --------------- | ------------ | ------ | ------- |
| Santa Cruz | 1 – 1 (3-5 dtr) | Sport Recife | 1 – 1  | 0 – 0   |
| Náutico    | 1 – 1 (4-3 dtr) | Retrô        | 1 – 0  | 0 – 1   |

#### Finale
| Squadra 1 | Totale | Squadra 2    | Andata | Ritorno |
| --------- | ------ | ------------ | ------ | ------- |
| Náutico   | 0 – 2  | Sport Recife | 0 – 2  | 0 – 0   |